# USCGC Eagle
La USCGC Eagle è una nave scuola della United States Coast Guard, con scafo in acciaio. La nave era entrata in servizio nel 1936 per la Kriegsmarine come Horst Wessel.

## Progettazione
La nave è la seconda unità della classe Gorch Fock. Rispetto alla unità capoclasse presenta alcune innovazioni, tra cui la lunghezza maggiorata di alcuni metri e il ponte costruito interamente in metallo anziché in legno. Il progetto fu ripreso fedelmente per tutte le altre unità della classe, eccetto la Mircea.

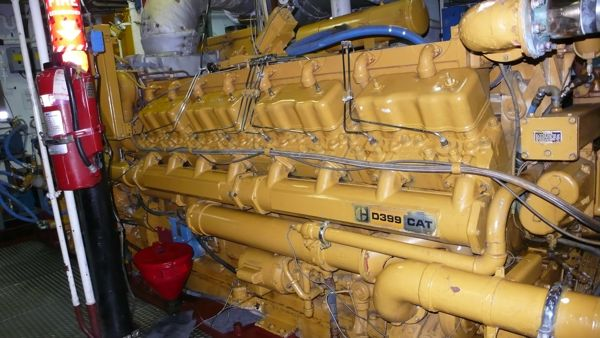
Il motore ausiliario Caterpillar attualmente installato all'interno della USCGC Eagle

La nave è stata dotata di un motore ausiliario Caterpillar dopo l'acquisizione da parte della USCG.

## Servizio
Dopo aver prestato servizio per la Kriegsmarine come nave scuola fino a che le operazioni belliche lo permisero, la nave venne accantonata. Nel 1946 venne ceduta in conto riparazioni agli Stati Uniti e con un equipaggio misto tra statunitensi e i tedeschi ancora a bordo salpò da Bremerhaven a New London nel Connecticut . Dopo lavori di adattamento la nave prese servizio presso la U.S. Coast Guard Academy. Il suo equipaggio permanente è formato da sei ufficiali e 55 marinai e sottufficiali, e completato da 150 cadetti o ufficiali in ogni crociera di addestramento.